# Марія Стюарт (п'єса)
«Марія Стюарт» (нім. Maria Stuart) — трагедія на п'ять дій німецького драматурга Фрідріха Шиллера. Сюжет п'єси оснований на життєвій історії шотландської королівни Марії I Стюарт, якій протиставляється англійська королева Єлизавета, яка бажає приборкати Шотландію.
Письменник розпочав роботу над твором у червні 1779 року. У травні 1800 року Шиллер закінчив перші чотири дії трагедії. Над останньою п'ятою дією драматург працював у віддаленому замку Етерсбург і зумів закінчити твір 9 червня того ж року. Театральна прем'єра «Марія Стюарт» відбулася 14 червня 1800 року на сцені Ваймарського театру. 1801 року вийшли перші два книжкові видання п'єси.

## Дійові особи
| - Єлізавета, королева англійська - Роберт Дедлі, граф Лейстер - Марія Стюарт, королева шотландська, полонена в Англії - Джордж Толбот, граф Шрузбері - Вільям Сесіль, барон Берлі, великий канцлер скарбниці - Граф Кент - Вільям Девісон, державний секретар - Аміас Полет, лицар, вартовий Марії | - Мортімер, його небіж - Граф Обепін, французький посланник - Граф Бельєвр, надзвичайний посол Франції - О'Келлі, друг Мортімера - Дерджен Дрері, другий вартовий Марії - Мельвіль, її мажордом - Бергоен, її лікар | - Ганна Кенеді, її мамка - Маргаріта Керл, її камериєтка - Шеріф графства - Офіцер лейб-гвардії - Французькі та англійські дворяни - Варта - Придворні королеви англійської - Слуги й служниці королеви шотландської |

## Переклади українською
Українською мовою п'єсу переклав Юрій Корецький.
Шіллер Ф. Марія Стюарт; пер. на укр. Ю. Корецький / Ф. Шіллер // Вибрані драматичні твори. – К. : Мистецтво, 1955. – С. 473–633.